# Noche de rock&roll
Noche de rock&roll es el primer álbum que publicó la banda de rock Barricada en 1983. El disco fue grabado en los estudios Tsunami de San Sebastián, después de una fallida grabación en los estudios que la discográfica Soñua tenía en la Txantrea y en la que tomó parte Ramoncín.

## Lista de canciones
1. «En la silla eléctrica» - 4:32
2. «Esperando en un billar» - 3:45
3. «Alambre de espino» - 4:25
4. «Que estalle la bomba» - 4:54
5. «Esta es una noche de Rock&Roll» - 5:00
6. «Sin ver la cara a nadie» - 4:30
7. «Pídemelo otra vez» - 5:54
8. «Picadura de escorpión» - 2:16

## Créditos
- Enrique Villarreal, El Drogas: voz en "En la silla eléctrica" y "Sin ver la cara a nadie", bajo y coros.
- Javier Hernández, Boni: voz en "Alambre de espino" y "Sin ver la cara a nadie", guitarra y coros.
- Sergio Oses: voz en "Esperando en un billar", "Que estalle la bomba", "Esta es una noche de Rock&Roll", "Sin ver la cara a nadie"                                                                                          "Pídemelo otra vez" y "Picadura de escorpión", guitarra y coros.
- Mikel Astrain: batería.